# Friedrich Carl Endemann
Friedrich Carl Endemann (* 10. April 1833 in Marburg; † 30. Juni 1909 in Kassel) war ein deutscher Mediziner und Politiker.

## Leben
Endemann war ein Sohn des Senatspräsidenten Johann Conrad Endemann und dessen Ehefrau  Charlotte Wilhelmine Grau. Der Politiker Wilhelm Endemann war sein Bruder. Er besuchte das Lyceum Friedericianum in Kassel. Nach dem Abitur studierte er an der Universität Zürich und der Philipps-Universität Marburg Medizin. Am 16. Juli 1853 wurde er im Corps Teutonia zu Marburg recipiert. Als Inaktiver wechselte er an die Hessische Ludwigs-Universität Gießen, die Georg-August-Universität Göttingen und die Universität Wien. 1856 wurde er in Marburg zum Dr. med. promoviert. Er war ab 1860 praktischer Arzt in Kassel und nach 1893 wiederholt Vorsitzender der Ärztekammer der Provinz Hessen-Nassau. Er war Mitglied der städtischen Behörden in Kassel seit 1883. Ab 1894 war er Mitglied des Stadtrats und Vizebürgermeister der Residenzstadt. Außerdem war er Mitglied des 5.–9. Provinziallandtages der Provinz Hessen-Nassau bzw. des Kommunallandtages Kassel seit 1893.
Für die Nationalliberale Partei vertrat er 1891–1893 und 1898–1903 den Reichstagswahlkreis Regierungsbezirk Kassel 2 (Landkreis Kassel, Landkreis Melsungen) im Reichstag (Deutsches Kaiserreich). Außerdem war er 1899–1903 als Abgeordneter des Wahlkreises Kassel 3 (Stadtkreis Kassel) Mitglied des Preußischen Abgeordnetenhauses. Verheiratet war er mit Mathilde geb. Wiegrebe. 1903 wurde er zum Ehrenbürger Kassels ernannt.